# アメリカ合衆国による在ベオグラード中国大使館爆撃
1999年5月7日、NATOによるユーゴスラビア空爆（アライド・フォース作戦）の際、米軍の統合直接攻撃弾（JDAM）誘導弾5発がベオグラード地区ノヴィ・ベオグラードの中華人民共和国大使館に着弾し、中国国営メディアの記者3人が死亡、中国国民を激怒させた。米国政府によると、爆撃目標は近くのユーゴスラビア連邦補給調達局（FDSP）だった。クリントン大統領は爆撃を謝罪し、「事故だった」と主張した。中央情報局（CIA）長官ジョージ・テネットは連邦議会の委員会で、この爆撃は同局が組織・指揮した作戦の中で、同じ通りにあるユーゴスラビアの軍事目標の座標を誤って特定した唯一の作戦であると証言した。中国政府は当日中に声明を出し、爆撃を「野蛮な行為」だとした。
爆撃から5ヶ月後の1999年10月、爆撃はユーゴスラビアの軍事情報を送信している大使館を狙ったものだったという匿名の情報源を引用した調査結果を、ロンドンのイギリス紙オブザーバーとコペンハーゲンのデンマーク紙ポリティケンが公表した。米英両政府は意図的だったことを強く否定し、アメリカの国務長官マドレーン・オルブライトは話を「馬鹿げたこと」だと言い、イギリスの外務大臣ロビン・クックは「一欠片の証拠もない」と言い添えた。2000年4月、ニューヨーク・タイムズは「大使館爆撃が意図的な行動であったとする証拠は調査で見つからなかった」とする調査結果を公表した。
爆撃の直後、多くの中国人は意図的だったと信じ、その多くは考えを変えることがなかった。
一方で、2002年に行われた構造化面接によると、中国の中米関係専門家の57％が爆撃を意図的だと考え、87.5％はクリントン大統領の関与を疑っていなかった。
1999年8月、アメリカは爆撃の犠牲者と遺族への補償に合意した。同年12月、アメリカは中国への大使館の損害賠償に合意し、中国はデモ中に起こったアメリカの財産への損害賠償に合意した。
2000年5月、主要な米中貿易の法案が米下院を通過し、中国の世界貿易機関（WTO）加盟と一体化した「2000年米中関係法United States–China Relations Act of 2000」となった。オルブライト米国務長官が訪中した2000年6月、米中双方が両国の関係は改善したと述べた。

## Sequence of events
爆撃の数日前、「ベオグラード倉庫1」と書かれた攻撃用フォルダが、司令部の承認のために回覧された。このフォルダーはCIA内部で作成されたもので、標的は武器拡散活動が疑われるユーゴスラビア政府機関の倉庫と説明されていた。このフォルダの中で、攻撃はクリントン大統領によって承認された。
他のNATO首脳がこの攻撃を承認したかどうかは不明である。戦後、フランス国防省が発表した報告書によれば、「軍事作戦の一部はNATOの厳格な枠組みの外で米国によって実施された」ものであり、二重の指揮系統が存在したという。NATOには、攻撃に使われたB-2ステルス爆撃機を使用する権限は全くなかった。米国がNATOとの共同指揮系統を外れて任務を遂行していたことは、米国とNATOの他の加盟国、特にフランスとの間で争いの種となった。
ニューヨーク・タイムズのインタビューに答えた関係者によると、標的は病院、教会、大使館などの「攻撃禁止」データベースと照合されたが、大使館は以前の住所でリストアップされていたため、警告は起きなかったという。関係者によれば、英国の同様のリストにも同じ誤りがあったという。しかし、オブザーバーとポリティケンの共同調査によると、ナポリのNATOの運用管制官は、この「ヒットしない」地図では中国大使館は正しい位置に記載されていると述べたという。調査はまた、中国大使館の座標がNATOのコンピューターに正しく記載されていたことも報告した。
5月7日から8日にかけての夜、ミズーリ州ホワイトマン空軍基地から直接飛び立ったアメリカ空軍第509爆撃航空団の2人乗りのB-2爆撃機1機による空爆が行われた。この爆撃機には、13メートル（14ヤード）の精度のJDAM GPS誘導精密爆弾が搭載されていた。しかし、CIAから提供され爆弾にプログラムされた地理座標は、440メートル（480ヤード）離れた中国大使館のものだった。現地時間午前0時頃、5発の爆弾が大使館の異なる地点に着弾した。大使館は空爆作戦が続いていることを考慮し、職員を帰宅させ、残る職員を地下室に収容するなど予防措置をとっていたが、それでも攻撃により、中国国営メディアの新華社通信に勤務していた邵雲環（シャオ・ユンファン）と同じく国営メディアの光明日報に勤務していた許杏虎（シュー・シンフー）とその妻の朱穎（チュー・イン）の3人が死亡し、少なくとも20人が負傷した。アメリカ政府関係者は、殺害された3人の一部または全員が実際に諜報員であったと述べたが、中国側はその主張を否定した。

## 中国の反応

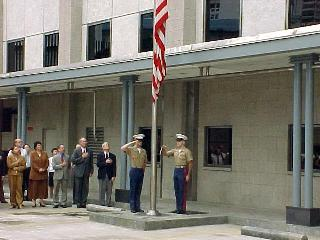
5月12日、爆撃犠牲者の死を悼み、中国本土と香港のアメリカ公館でアメリカ国旗の半旗掲揚が命じられた。上の写真は、香港のアメリカ領事館で掲げられたアメリカ国旗。「死傷者の命など二の次で、両大国間の緊張がエスカレートしていった」と、この事件をめぐる外交的やりとりについてのある研究は述べている。「死者の遺族に対するアメリカ政府関係者の対応は偶発的に過ぎず、せいぜい形式的でしかなかった。」

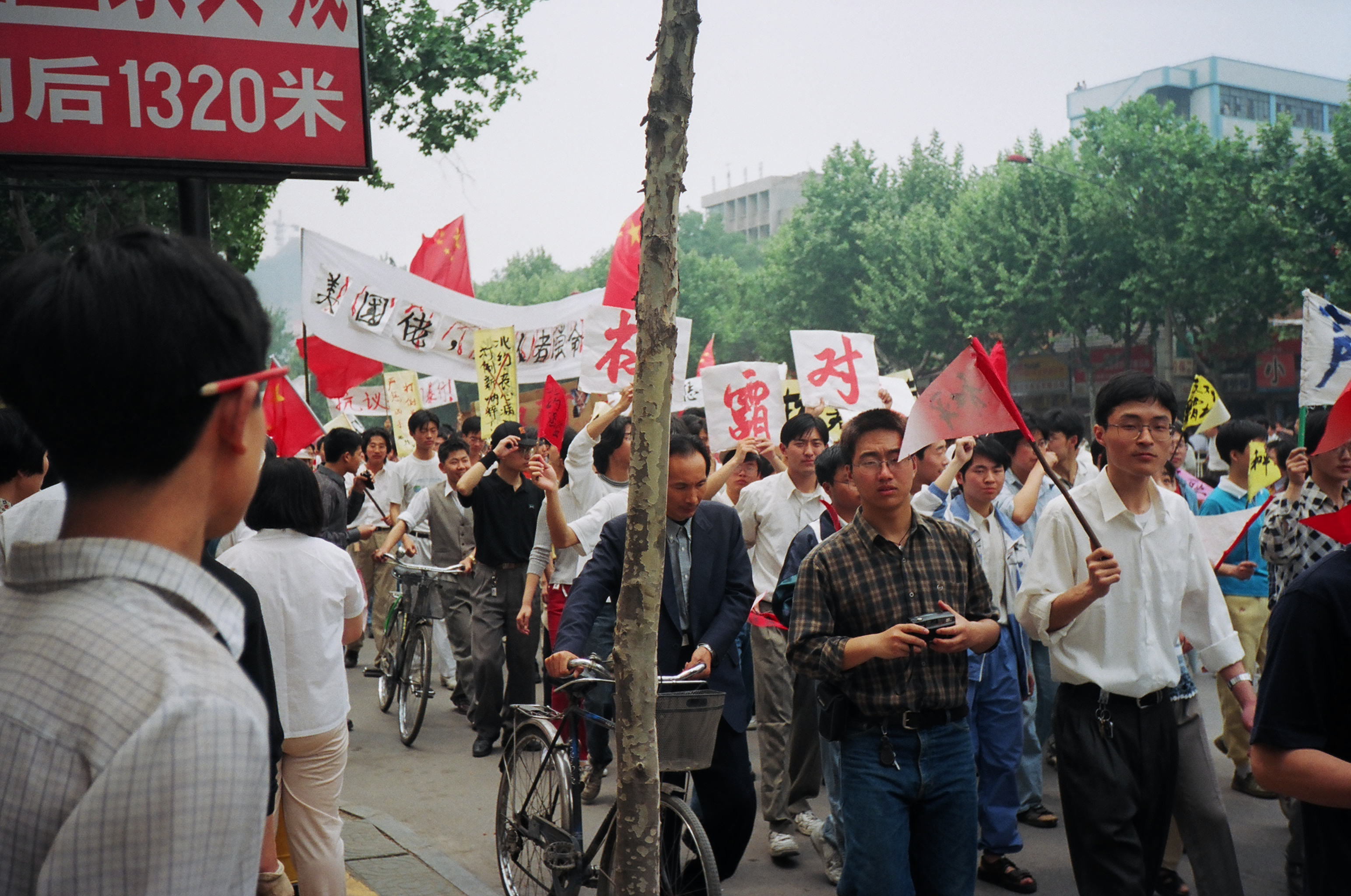
南京での反米デモ

The raid caused a dramatic rise in tension between China and the United States. An official statement on Chinese television denounced what it called a "barbaric attack and a gross violation of Chinese sovereignty". China's ambassador to the UN described what he called "NATO's barbarian act" as "a gross violation of the United Nations charter, international law and the norms governing international relations" and "a violation of the Geneva convention". On May 12, 1999, the Legislative Council of Hong Kong passed the "Condemnation of NATO" motion by a rare bipartisan vote of 54-0.
爆撃のニュースに反応して、米国や他のNATO諸国の在中領事館前で大規模なデモが発生した。1999年5月9日、胡錦濤国家副主席（当時）は、この行為は「犯罪的」で「野蛮」であり、「中国人民を大いに激怒させた」とテレビの全国放送で演説した。北京、上海、広州、成都、瀋陽での無許可のデモは中国国民の怒りと愛国心を反映したものであり、中国政府は全面的に支持するが、過激で違法な行為には反対だと述べた。
1999年5月12日、朱鎔基中国首相は大使館爆撃後初の公式声明で、NATOを「偽善者」と呼び、「彼ら（NATO）が声高に唱えている人権と民主主義を守り、民族浄化に反対するという考えは、上辺だけのものだ」と述べた。また、米国とNATOに対し、「中国政府と中国国民に対し、公開の場で公式に謝罪すること」を求めた。
抗議デモは数日間続き、その間、数万人の投石デモ隊がジェームズ・サッサー在中国アメリカ大使と他の職員を北京大使館に閉じ込めた。成都の米国領事館は火災に見舞われ、デモ隊は広州領事館を燃やそうとした。負傷者は報告されなかった。
クリントン大統領の謝罪と米国務省の謝罪は当初、中国国営メディアでは放送されなかった。デモは4日間続いたが、最終的に中国政府はクリントン大統領の謝罪をテレビで放送し、警察にデモ隊の制止を命じた。
江沢民中国共産党総書記は1週間にわたり、ビル・クリントン大統領からの電話を断っていたが、最終的には5月14日金曜日に30分間の謝罪電話を受け、その中でクリントン大統領は「遺憾の意」を表明した。江は、政治局常務委員会のコンセンサスが得られるのを待つ間、米中指導部の通信チャンネルを使わないことにした。政治局が必要な情報を収集し、中国側の対応について決定を下すまでに時間がかかったため、党指導部は中央国家安全委員会の設置案を再検討することになったが、結局この時は実施されなかった。

### 和解
1999年末になると、関係は徐々に改善し始めた。8月、米国政府は、死亡した3人の中国人の遺族と負傷者に450万ドルの「自発的人道的支払い」を行った。1999年12月16日、両政府は和解に達し、米国は中国大使館施設への損害賠償として2800万ドルを支払うことに合意し、中国は米国大使館および在中国のその他の外交施設に与えた損害賠償として287万ドルを支払うことに合意した。
1999年8月、アメリカは爆撃の犠牲者と遺族への補償に合意した。同年12月、アメリカは中国への大使館の損害賠償に合意し、中国はデモ中に起こったアメリカの財産への損害賠償に合意した。

## 公式調査と事後報道
5月8日深夜、ウィリアム・コーエン米国防長官とジョージ・テネットは共同プレスリリースを発表し、関係した航空機乗務員にも装備品にも責任はないと述べた。爆撃の説明を最初に試みたのは5月10日だった。ウィリアム・コーエンは記者団に対し、「簡単に言えば、爆撃指示が古い地図に基づいていたため、わが軍の航空機の1機が誤った目標を攻撃した」と述べた。この声明にはCIAについての言及はなかった。その後、CIAが大使館を示す地図を持っていたことが明らかになった。
米政府高官はその後、さらなる調査の結果が出るまで、オフレコで質問をはぐらかすようになったが、ジャーナリストにはオフレコで説明を続けた。たとえば、5月10日、エリック・シュミットは、後にテネット中央情報長官（DCI）が公表することになるほとんどの要素を含む証言を発表した。シュミットは、使用された粗い航空写真を見ると、2つのビルは大きさ、形、高さの点で非常によく似ており、その間の距離は約200ヤード（180メートル）であると報告した。
メディアの批判は、「NIMAの地図の正確性に関する最近の報道は不正確または不完全である」「ハードコピーの地図は、標的の特定と承認のための唯一の情報源として意図されたものでも、使われたものでもない」と発表した国家画像地図局（NIMA）に集中した。ジョージ・テネットCIA長官は後に、使用された地図は決して空爆の標的選定に使用されるべきではなかったと認めている。

### Official State Department account
6月、トマス・ピカリング国務次官が代表団を率いて中国を訪れ、米国側の説明を行った。
公式発表によると、CIAのアナリストはユーゴの輸入事務所の住所をBulevar Umetnosti 2（芸術大通り2番地）と知っていた。この情報をもとに、並行する通りにある他の建物の既知の位置と住所を参照点として、地理的な位置を特定しようとした。(ニューヨーク・タイムズ紙は、ピカリングは声明文の中でそのような言葉は使っていないが、「切除と交差点」と呼ぶ者もいたと報じている)。
既知の住所と平行する通りの位置から平行線を引いた。この情報をもとに、標的者が知らないBulevar Umetnostiの通りの住所のパターンを再構築しようとした。Bulevar Umetnostiの通りの住所のパターンは予想通りではなく、標的者は意図した標的の「Bulevar Umetnostiから少し離れた小さな脇道にある」大使館を誤って狙いに定めた。
要注意の目標への攻撃を防ぐための複数のチェック機能は、大使館が3年前に新ベオグラードに移転して以来、大使館の位置情報が更新されていなかったため、失敗した。その結果、爆撃機は搭載した爆弾に中国大使館の座標をプログラムして空へ飛び立った。
ピカリングは、大使館がセルビア軍を支援するために使われていたという証拠は見つからなかったと述べ、米国内のいかなる違法組織がそのようなことをしたとも考えられないと語った。「科学は、慎重な調査によって得られた事実の完全な知識に裏打ちされた直接的な説明が、事実の裏付けがほとんどあるいはまったくない憶測や、遠回しでこじつけられた、あるいは作為的な理論よりも常に望ましいことを教えてくれる」と述べた。

### ジョージ・テネットの声明
7月22日、ジョージ・テネットは下院情報委員会の公聴会で声明を発表した。中国でのピカリング次官の発言と同じような内容であったが、さらに、ターゲット・パッケージがCIA内部から出たものであり、この戦争でCIAが指示した唯一の攻撃であったことを認め、CIAが攻撃要請を回覧していたことを個人的には知らなかったと述べ、CIAが大使館を正確に表示した地図を所有していたことを認めた。ジョン・ヘイムリ国防副長官は同日、「NIMAに落ち度はない」と述べた。

### 責任のあるCIA職員への影響
テネットは調査の結果、CIA職員6人を譴責、1人を解雇した。

### 中国の反応
アメリカの説明を信じる中国の政治家はほとんどおらず、むしろ意図的な攻撃だと信じていた。
李道豫元大使は「クリントンやホワイトハウスの決定だとは言わない」と述べたが、中国政府は「いわゆる誤爆」についての米国の説明を「説得力がない」とし、米国の説明を受け入れたことはない。
この事件は中国と北大西洋条約機構（NATO）の関係に有害な遺産を残し、何年もの間、関係を凍結させた。2011年NATOによるパキスタン攻撃の影響により開かれた、同年の米政府高官との会談で、中国の馬曉天上将は大使館爆撃事件に直接言及し、「また間違った地図を使ったのか」と尋ねた。オブザーバーは即座にこの発言の 「切れ味」を指摘し、「jibing」で「プライスレス」だと評した。

## オブザーバー紙／ポリティケン紙
1999年10月17日（日）、『オブザーバー』は、ジョン・スウィーニー、イェンス・ホルスー、エド・ヴァリアミーの3人による、爆撃は意図的であったとする記事を掲載した。同じ日、コペンハーゲンを拠点とする出版社『ポリティケン』もデンマーク語で同様の記事を掲載し、中国がコソボで民族浄化と戦争犯罪に従事していたユーゴスラビア軍を助けていたと主張し、爆撃は意図的であったと述べた。
1999年11月28日の日曜日、『オブザーバー』は、中国人がセルビアのマフィア、準軍事指導者、そして起訴された戦争犯罪人であるジェリコ・ラジュナトビッチを助けているという疑惑のために、アメリカ人が大使館を爆撃したという続報を掲載した。
Politikenの記事の中で、イギリス国防省の情報筋の話として、中国がユーゴスラビア軍に大使館を通信基地として使用する許可を与えたという話が引用されている。英国の情報源は、この場合の通常の慣例は、中国に連絡し、外交関係に関するウィーン条約に違反しているため、その活動を中止するよう求めることであり、そのようなことが起こったと想定しているが、それに関する具体的な知識は持っていないと述べてい。 Politikenはまた、英国の情報源は、中国がNATOが大使館を攻撃する勇気があるとは考えていなかったと推測していると報じている
これらの証言は匿名の情報源から得たものであったが、場合によっては、階層における全体的な地位、役割、場所について言及されていた。匿名でない情報源の一人は、ユーゴスラビアにおける民族和解の提唱者であり学者であるドゥサン・ヤンジッチで、彼は大使館のレン・バオカイ駐日武官から、中国がいかに米国をスパイしているかについて公然と話をされたと証言している。
Madeleine Albright, U.S. Secretary of State at the time, called the story that the bombing was deliberate "balderdash", and Robin Cook, British Foreign Secretary at the time, said, "I know not a single shred of evidence to support this rather wild story." The Chinese ambassador to Yugoslavia at the time, Pan Zhanlin, denied in a book that the embassy was being used for rebroadcasting by Yugoslavian forces.

### Fairness & Accuracy In Reporting (FAIR) posts on lack of U.S. media coverage
On October 22, 1999, media critique group Fairness &amp; Accuracy In Reporting (FAIR) posted on the lack of U.S. media coverage of The Observer/Politiken report and called on its supporters to contact major newspapers to ask why it was not being covered.
Andrew Rosenthal of The New York Times responded along with Douglas Stanglin of USA Today, and FAIR summarized the exchanges in a post on November 3, 1999. Rosenthal agreed that coverage should not have referred to the bombing as accidental when this was disputed; however, he said that the stories were not well sourced by their standards. He said that reporters were assigned to look into the matter, but that they were not yet ready to publish (about six months later, in April 2000, they did publish the results of an investigation, and it found no evidence that the bombing was deliberate). In the post, and in response to Rosenthal, FAIR listed the various anonymous sources in terms of general position in the command hierarchy, location, and role and said that if they had come forward publicly they could have been court martialed. FAIR also argued that the report is consistent with other information known about the bombing such as where the bombs hit the embassy, and also pointed out that The Observer/Politiken report was more widely covered internationally than in the U.S.
The story was also covered by Mother Jones, In These Times and World Socialist Web Site.

### Saloninterview with William M. Arkin
A 2000 Salon article by Laura Rozen featured an interview of Washington Post columnist and former intelligence officer William M. Arkin, who stated his belief that the bombing was accidental. Rozen reported that the Chinese embassy and the Hotel Yugoslavia are across the street from each other, and that in the Hotel Yugoslavia, Željko Ražnatović owned a casino and had a headquarters. Both the Hotel Yugoslavia and the Chinese embassy were bombed the same night of May 7.
Arkin told Rozen his belief that certain people at NATO erroneously believed that signals coming from the Hotel Yugoslavia were actually coming from the Chinese embassy saying, "I think there were communications emanating from the Hotel Yugoslavia across the street. And I think that stupid people who are leaking rumors to The Observer have made that mistake."

### Wreckage of shot down F-117 Nighthawk stealth fighter
The article from The Observer in October 1999 reported that a stealth fighter had been shot down early in the air campaign and that since China lacked stealth technology, they may have been glad to trade with the Yugoslav forces.
In January 2011, the Associated Press via Fox News reported that the unveiled Chinese J-20 may have been developed in part by reverse engineering the U.S. F-117 from parts of the wreckage that were recovered.
In May 2019, BBC News reported that, "It's widely assumed that China did get hold of pieces of the plane to study its technology."

### The Sunday Timesreport of an unpublished memoir by Jiang Zemin
In February 2011, The Sunday Times published an article stating that an unpublished memoir by former Chinese leader Jiang Zemin recounts how Serbian forces were allowed to use the Chinese embassy, and that privately, the U.S. showed evidence of this activity to the Chinese.

## International Criminal Tribunal for the former Yugoslavia (ICTY) investigation
A report conducted by the ICTY entitled "Final Report to the Prosecutor by the Committee Established to Review the NATO Bombing Campaign Against the Federal Republic of Yugoslavia" after the Kosovo War examined the attack on the Chinese embassy specifically and came to the conclusion that the Office of the Prosecutor should not undertake an investigation concerning the bombing. In reaching its decision, it provided the following observations:
- That the root of the failures in target location appears to stem from the land navigation techniques employed by an intelligence officer in an effort to pinpoint the location of the FDSP building at Bulevar Umetnosti 2. The officer used techniques known as "intersection" and "resection" which, while appropriate to locate distant or inaccessible points or objects, are inappropriate for use in aerial targeting as they provide only an approximate location. Using this process, the individual mistakenly determined that the Chinese Embassy was the FDSP headquarters.[83]
- The United States has formally apologized to the Chinese Government and agreed to pay $28 million in compensation to the Chinese Government and $4.5 million to the families of those killed or injured. The CIA has also dismissed one intelligence officer and reprimanded six senior managers. The U.S. Government also claims to have taken corrective actions in order to assign individual responsibility and to prevent mistakes such as this from occurring in the future.[83]
- The aircrew involved in the attack should not be assigned any responsibility for the fact they were given the wrong target and that it is inappropriate to attempt to assign criminal responsibility for the incident to senior leaders because they were provided with wrong information by officials of another agency.[83]

## Amnesty International report
Amnesty International examined the NATO air campaign and assessed the legality of its actions. In the case of the embassy bombing, Amnesty reported both on the official explanation and to the Observer/Politiken investigation without arbitrating as to which was true. NATO was criticised for continuing its bombing campaign uninterrupted when its safeguards to protect civilians were known to be faulty. A genuinely accidental attack would not imply legal responsibility, but the report stated that "the very basic information needed to prevent this mistake was publicly and widely available at the time" and that, "It would appear that NATO failed to take the necessary precautions required by Article 57(2) of Protocol I." Article 57(2) of Protocol I of the Geneva Conventions says that an attacker shall, "do everything feasible to verify that the objectives to be attacked are neither civilians nor civilian objects."

## Aftermath

### Future of the location
Marking the 10th anniversary of the bombing on May 7, 2009, Belgrade Mayor Dragan Đilas and Chinese Ambassador to Serbia Wei Jinghua dedicated a commemorative plaque at the location. The author of the plaque was Nikola Kolja Milunović. Wreaths were laid at the plaque on May 7, 2017, and also in September 2019.
During the visit of General Secretary of the Chinese Communist Party Xi Jinping to Serbia in June 2016, he and Serbian President Tomislav Nikolić visited the location, declared the nearby turnaround a Square of Serbian-Chinese Friendship and announced the construction of the Chinese Cultural Center on the location of the former embassy. The construction of the center began on July 20, 2017, in the presence of Mayor Siniša Mali and Chinese Ambassador Li Manchang. The center will have ten floors, two below ground and eight above, with a total floor area measuring 32,000 m2 (340,000 sq ft). The project will cost 45 million euros.
2020年、ミルノヴィッチの銘板は、新しい「控えめな」正方形の記念碑に取り替えられた。元のプレートには、なぜそこに設置されたのか、爆撃の日付と犠牲者の数が記されていたが、新しいものにはセルビア語と中国語で一般的な文章が書かれている： セルビア共和国の人々にとって最も困難な時期の支援と友好に対する中国への感謝のしるしとして、そして犠牲者を追悼して。このため、ベルグレーダーは新しい記念碑を「恥」「何も書かれていないテーブル」と呼び、古いプレートの復活を求める反対運動を起こした。

### Rise of anti-Western sentiment and warming of China-Russia relations
1. ↑  なお、この記事は実際にはガーディアンのウェブサイト（www.theguardian.com）に掲載されている。オブザーバーは日曜日に、ガーディアンは毎日発行されており、どちらもガーディアン・メディア・グループが所有する姉妹紙である。

Within the United Nations, both China and Russia opposed military action against Yugoslavia. Strong cultural ties exist between Russia and Serbia, and the bombing campaign, along with the bombing of the Chinese embassy, led to an increase in anti-Western sentiment in both countries and a warming of China-Russia relations.